# کلود (کوه)
کلود (به لاتین: Kelud) یک کوه و آتشفشان در اندونزی است که در جاوه شرقی واقع شده‌است. کلود ۱٬۷۳۱ متر بالاتر از سطح دریا قرار دارد.